# Beni Ouarsous
Beni Ouarsous (în arabă بني ورسوس) este o comună din provincia Tlemcen, Algeria.
Populația comunei este de 12.110 locuitori (2008).